# Sweetheart of the Doomed
Sweetheart of the Doomed er en amerikansk stumfilm fra 1917 af Reginald Barker.

## Medvirkende
- Louise Glaum som Honore Zonlay
- Charles Gunn som Paul Montaigne
- Tom Guise som Gen. Gabriel Durand
- Roy Laidlaw som Gen. Jacques du Fresne